# Schuhwichse

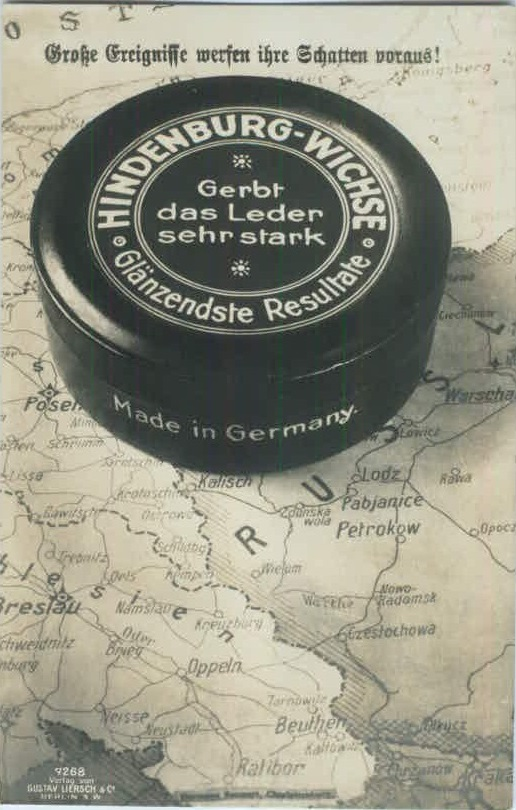
Werbung für Hindenburg-Wichse (1915)

Schuhwichse aus handwerklicher Produktion war bis Ende des 19. Jahrhunderts das übliche Lederpflegemittel für Schuhe. Im allgemeinsprachlichen Bereich wurde der Begriff Wichse auch für wachsartige Putzmittel verwendet, die eine Oberfläche zum Glänzen bringen, und mit Schuhwichse wird heutzutage auch umgangssprachlich Schuhcreme bezeichnet.

## Eigenschaften
Schuhwichse besteht aus einer Mischung von Fetten (Öl, Talg, Wachs, Harz) mit Ruß. Sie erhält Leder geschmeidig und wasserdicht und hat umso mehr Glanz, je reicher sie an Harz und Wachs ist. Doch haftet sie auch dementsprechend weniger am Leder. Fette biologischen Ursprungs können jedoch ranzig werden und langfristig zum Fettfraß führen.
Seifige Wichsen (Seife, Leim, Gummi, Zucker) geben matten Glanz und nehmen weniger Staub an als die fetten Wichsen. Im Gebrauch stehen sie letzteren nach, sind aber immer noch besser als die wässrigen Wichsen (Zucker, Gummi, Eiweiß), welche schönen Glanz liefern und sich leicht abputzen lassen, wenn sie staubig geworden sind. Diese Wichsen sind hydrophiler, halten daher das Wasser nicht ab und machen langfristig das Leder spröde. Die englischen Glanzwichsen enthalten Gummi, Olivenöl und Beinschwarz als schwarzes Pigment (ein erhitztes Gemisch aus Sirup, Knochenkohle und Schwefelsäure). Die konzentrierte Schwefelsäure sorgt beim Erhitzen für einen Aufschluss, eine Vernetzung und eine teilweise Verkohlung. Doch ist die Anwendung dieser Wichsen aus oben genannten Gründen problematisch, wenn das Leder nicht leiden soll.
Heute wird industriell gemischte  teilsynthetische Schuhcreme angeboten, die die gleichen Aufgaben erfüllt und Paraffin, Hartwachse und Lösemittel wie Terpentin enthält.